# رضا العمرانی
رضا العمرانی (عربی: رضا العمراني؛ زادهٔ ۱۹ مهٔ ۱۹۸۸) یک تنیس‌باز اهل مراکش است.